# Résolution 96 du Conseil de sécurité des Nations unies
Membres permanents
- Chine (Taïwan)
- États-Unis
- France
- Royaume-Uni
- URSS

Membres non permanents
- Brésil
- Équateur
- Inde
- Pays-Bas
- Turquie
- Yougoslavie

Résolution no 95 Résolution no 97
La résolution 96 du Conseil de sécurité des Nations unies est une résolution du Conseil de sécurité des Nations unies adoptée le 10 novembre 1951.
Cette résolution, la septième et dernière de l'année 1951, relative à  la question Inde-Pakistan, 
- prend acte que les parties sont décidées à trouver une solution au problème,
- prie le représentant des Nations unies à poursuivre ses efforts en vue d'amener les parties à accepter un plan de démilitarisation de l'État de Jammu et Cachemire,
- invite les parties à coopérer avec le représentant des Nations unies,
- charge le représentant des Nations unies à faire un rapport au conseil de sécurité six semaines au plus tard après l'entrée en vigueur de la présente résolution.

La résolution a été adoptée par 9 voix
Les abstentions sont celles de l'Inde et de l'Union des républiques socialistes soviétiques.

## Texte
- Résolution 96 sur fr.wikisource.org
- Résolution 96 sur en.wikisource.org